# Marcel Dumont (réalisateur)
Pour les articles homonymes, voir Marcel Dumont.
 Marcel Félix Georges Dumont (né à Paris 4e le 8 juin 1885 et mort à Paris 10e le 10 février 1951) est un réalisateur français.

## Filmographie
- 1920 : Irène
- 1921 : La Proie
- 1923 : Le Juge d'instruction
- 1925 : L'Éveil avec Gaston Roudès
- 1925 : Les Élus de la Mer avec Gaston Roudès
- 1927 : Le Dédale avec Gaston Roudès
- 1929 : La Maison des hommes vivants avec Gaston Roudès
- 1932 : L'affaire de la rue de Lourcine - moyen métrage - avec Serjius